# Mariana Georgiewa
Mariana Wasilewa Georgiewa-Benczewa, bułg. Мариана Василева Георгиева-Бенчева (ur. 21 września 1961 w Dżurowie w gminie Prawec) – bułgarska filolog i nauczycielka akademicka, w latach 2013–2014 minister młodzieży i sportu.

## Życiorys
W 1984 ukończyła studia z filologii bułgarskiej na Uniwersytecie Wielkotyrnowskim im. Świętych Cyryla i Metodego, pracowała przez rok jako nauczycielka w Botewgradzie. W 1997 i 2009 uzyskiwała kolejne stopnie naukowe, w 2011 została profesorem. Jako nauczycielka akademicka związana z macierzystą uczelnią, wykładała też na Wolnym Uniwersytecie Burgas, podjęła również pracę naukową w instytucie języka bułgarskiego Bułgarskiej Akademii Nauk. Od 2001 do 2010 zatrudniona w ministerstwie edukacji i nauki. W 2010 związała się z Ruchem na rzecz Praw i Wolności, została współpracownikiem Lutwiego Mestana. W maju 2013 objęła stanowisko ministra młodzieży i sportu w gabinecie Płamena Oreszarskiego, które zajmowała do sierpnia 2014.